# Wręczenie kluczy św. Piotrowi
Wręczenie kluczy św. Piotrowi – fresk malarza włoskiego, przedstawiciela szkoły umbryjskiej Pietro Perugino.
Fresk należy do cyklu przedstawiającego życie Mojżesza i Chrystusa namalowanego w Kaplicy Sykstyńskiej na zlecenie papieża Sykstusa IV. Fresk pod względem kompozycji przestrzennej nawiązuje do dzieł Masaccia i Piera della Francesca. Ukazuje na pierwszym planie figuralną scenę skomponowaną fryzowo, przedstawiającą symboliczne przekazanie kluczy Piotrowi przez Chrystusa. Na drugim planie widoczny jest plac z ogromną świątynią pośrodku, zbliżoną swym wyglądem do kopuły katedry florenckiej i niedokończonej rotundy Santa Maria degli Angeli autorstwa Filippo Brunelleschiego.
Fresk jest złożeniem hołdu dla władzy Kościoła i papieża, który uważał się za następcę apostoła Piotra. Scena nadania najwyższej godności kapłańskiej ukazana została na pierwszym planie. Piotr klęczy przed Jezusem i odbiera od niego prawą ręką symbol władzy kościelnej, a lewą rękę przykłada do serca. Świadkami przekazania są inni apostołowie oraz współcześnie żyjące postacie. Całkiem z lewej strony, uchwycony z profilu, uwieczniony został Alfonso di Calabia. Z prawej strony postacią z ramą lub ekierką jest architekt Kaplicy Sykstyńskiej Giovanni de'Dolci. Obok niego z cyrklem w dłoniach stoi inny budowniczy Baccio Pontelli. Postać widoczna z profilu przed nimi to sam Perugino. W scenie malarz przedstawił kilkakrotnie ten sam motyw płaszcza przełożonego przez ramię, motyw, który później wielokrotnie stosował w swoich dziełach. Plac widoczny w głębi jest symetryczny, wyłożony płytami o geometrycznych kształtach. Świątynia pośrodku, będącą kopią biblijnej świątyni Salomona, jest namalowana na wzór architektury renesansowej: harmonijna budowla centralna na planie ośmioboku z kopułą i czterema małymi przedsionkami zwieńczonymi szczytami. Po bokach Perugio, niewątpliwie znając Łuk Konstantyna, namalował, wzorując się na nim, dwa symetrycznie umieszczone łuki triumfalne.
Pomiędzy postaciami na pierwszym planie a linią budynków Perugino namalował na placu kilka postaci. Tworzą one m.in. scenę próby ukamienowania Jezusa w Świątyni Jerozolimskiej. Na horyzoncie natomiast autor umieścił symetryczny pagórkowaty krajobraz z charakterystycznie osadzonymi drzewami, będącymi jego i jego późniejszego ucznia Rafaela sygnaturą rozpoznawczą. Są one nieproporcjonalnie wysokie i niepoddające się najmniejszemu podmuchowi wiatru.